# Officier de chasseurs à cheval de la garde impériale chargeant
Officier de chasseurs à cheval de la Garde impériale, chargeant est un portrait équestre peint par Théodore Géricault en 1812. Initialement intitulé Portrait du lieutenant M.D., le tableau fait remarquer le peintre lors de son exposition au Salon de peinture de novembre 1812 à février 1813. Dominique Vivant Denon lui décerne une médaille. Le tableau change encore par la suite plusieurs fois de titre. 
Le tableau représente un officier du régiment de chasseurs à cheval de la Garde impériale sur un cheval cabré. Il a été réalisé en cinq semaines. L'œuvre est conservée au musée du Louvre à Paris.

## Description
Le cheval est représenté en grande taille sur une ligne oblique et de biais, en perspective. Les torsions du cavalier et du cheval donnent un effet de mouvement au tableau. L'arrière-plan présente un paysage de bataille, dont la confusion est créée par les couleurs et le flou. 
Dès son adolescence, Géricault est passionné par l'art, mais également par les chevaux (il a notamment suivi l'enseignement de Carle Vernet, connu pour ses sujets de chevaux). Ici, le cheval est presque représenté comme un deuxième sujet : sa tête de profil est très détaillée et on perçoit son expression dans ses yeux. Il est également richement vêtu comme l'officier. 

## Études préparatoires
| Image | Thème          | Titre | Date       | Technique                  | Dimensions   | Lieu de Conservation         | Référence    |
| ----- | -------------- | --- | ---------- | -------------------------- | ------------ | ---------------------------- | ------------ |
|       | Animalier      | Cheval cabré                                                                                                   | 1808-1812  | huile sur toile            | 26 × 39 cm   | Art Institute of Chicago     | Musée        |
|       | Animalier      | Un cheval gris cabré étude pour Officier de chasseurs à cheval de la garde impériale chargeant                 | 1812       | huile sur toile            | 45 × 55 cm   | Collection Burrell, Glasgow  | Musée        |
|       | Scène de genre | Officier de chasseurs à cheval de la garde impériale chargeant                                                 | 1812 avant | huile sur toile            | 27 × 22 cm   | Bayonne, Musée Bonnat-Helleu | Base Joconde |
|       | Scène de genre | Officier de Chasseur (esquisse pour le tableau Officier de chasseurs à cheval de la garde impériale chargeant) | 1812 avant | huile sur toile            | 43 × 36 cm   | Paris, musée du Louvre       | Base Joconde |
|       | Scène de genre | Étude pour Officier de chasseurs à cheval de la garde impériale chargeant)                                     | 1812       | huile sur papier sur toile | 52,5 × 40 cm | Paris, musée du Louvre       | Base Joconde |
|       | Portrait       | Officier de chasseurs à cheval de la garde impériale ou Portrait du lieutenant Diedonné                        | 1812       | huile sur toile            | 46 × 38 cm   | Bayonne, Musée Bonnat-Helleu | RMN          |

## Philatélie
Le visuel de ce tableau a été repris pour l'émission d'un timbre de La Poste française de 1962 à 1 franc.